# Гресли, Аманц
Аманц Гре́сли (или Грессли; нем. Amanz Gressly; 17 июля 1814, Бершвиль — 13 апреля 1865, Берн) — швейцарский геолог и палеонтолог. 

## Биография
Начал изучать медицину в университете Страсбурга в 1834 году, но вскоре бросил учёбу и посвятил себя полностью геологии. С 1836 года работал вместе с Карлом Фохтом и Эдуардом Дезором у Луи Агассиса. В последующие годы занимался геологическими изысканиями при проектировании железнодорожных туннелей. В 1859 году предпринял поездку на юг Франции, в Лионский залив, где изучал морских животных. А в 1861 году под руководством Георга Берны посетил северную точку Европы мыс Нордкап, остров Ян-Майен и Исландию вместе с Карлом Фохтом и художником Генрихом Хассельхорстом. 
Гресли ввёл использование термина фация в геологии. Он считается одним из основателей современной стратиграфии и палеоэкологии.